# Емануел Тери
Емануел Тери (енгл. Emanuel Terry; Бирмингем, Алабама, 21. август 1996) амерички је кошаркаш. Игра на позицијама крилног центра и центра.

## Каријера
Тери је рођен у Бирмингему, граду у савезној америчкој држави Алабама. Завршио је средњу школу у Кливленду, након чега је студирао на Линколн Меморијал универзитету (2014–2018). У сениорској сезони просечно је бележио готово 17 поена и преко 10 скокова.
Након што није одабран на НБА драфту 2018, Тери се прикључио екипи Денвер нагетса за НБА летњу лигу. У августу 2018. је потписао уговор са Денвером за тренинг камп, да би 8. октобра био отпуштен. Десет дана касније је потписао за Кливленд кавалирсе, где је после дводневног учешћа у тренинзима такође отпуштен. Након тога је отишао у Кливлендов развојни тим – Кантон чарџ. Као играч ове екипе у НБА развојној лиги је на 20 утакмица бележио просечно 8,1 поен и 6,4 скока.
У јануару 2019. Кантон га трејдује у Су Фолс скајфорсе за бека Малика Њумена. Тамо је играо још боље, са учинком од 15,9 поена, 8,1 скоком, 1,6 асистенција и 1,3, блокаде. Након седам одиграних утакмица за Скајфорсе, Тери је 27. јануара 2019. потписао десетодневни уговор са Финикс сансима. За Финикс је дебитовао истог дана када је и потписао краткорочну сарадњу, забележивши пет поена, три скока и две украдене лопте за осам минута утакмице са Лос Анђелес лејкерсима. Наступио је на још једној утакмици за Финикс, након чега му је истекао уговор па је напустио клуб. После тога се вратио у Су Фолс скајфорсе, а онда је 20. фебруара поново потписао НБА десетодневни уговор, овога пута са Мајами хитом, али је и као претходног пута напустио клуб након истека истог.
У јулу 2019. проналази први европски ангажман и потписује уговор са турском Бандирмом. Као играч Бандирме, Тери је у турском првенству бележио просечно 10,8 поена и 7,9 скокова, док је у ФИБА Лиги шампиона, где је његов клуб изборио пласман у плејоф, имао још бољи учинак са 11,9 поена и 9,9 скокова по утакмици. Из Бандирме је 1. марта 2020. прешао у Хапоел из Јерусалима. У израелском клубу је провео остатак сезоне. Укупно је одиграо десет утакмица с учинком од 9,3 поена, 4,7 скокова и 14,1 индексом у лигашком делу, плус 9,7 поена, 4,3 ухваћене лопте и 12 индексних поена у плеј-офу.
Дана 17. септембра 2020. године је потписао двогодишњи уговор са Црвеном звездом. Дана 26. децембра 2020. клуб је споразумно раскинуо уговор са њим.